# Polyommatus thersites

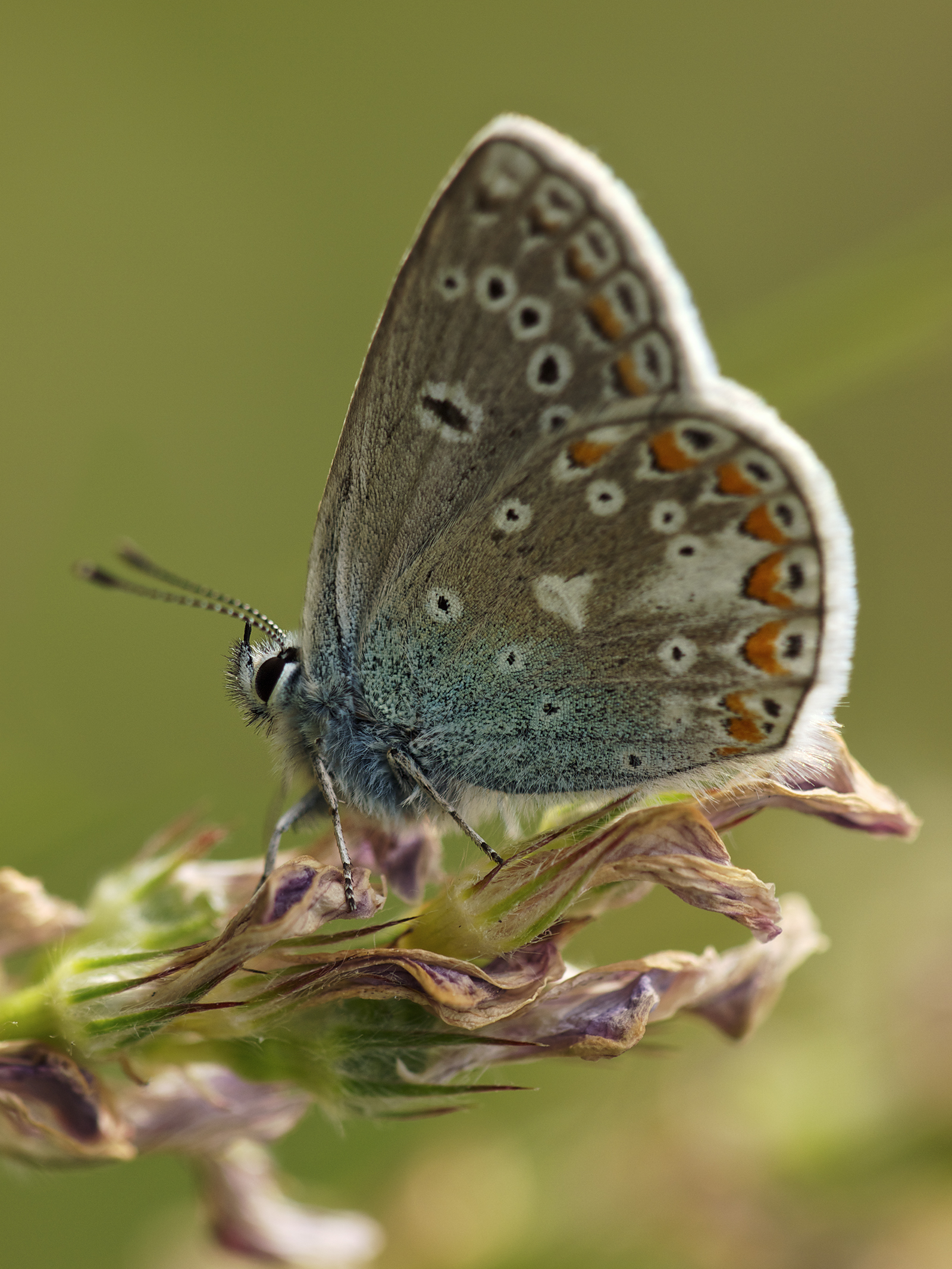
Polyommatus thersites

Polyommatus thersites é uma espécie de insetos lepidópteros, mais especificamente de borboletas pertencente à família Lycaenidae.
A autoridade científica da espécie é Cantener, tendo sido descrita no ano de 1835.
Trata-se de uma espécie presente no território português.